# Kořenový vztlak
Kořenový vztlak je proces, jímž je vytlačována voda do nadzemních částí rostliny, což souvisí s aktivním nasáváním vody kořenovým systémem.
Voda spolu s rozpuštěnými minerálními látkami je při tom vytlačována xylémem do nadzemní části rostliny; tento pohyb je výrazně pomalejší než při transpiraci. Hlavní význam má tento mechanismus zjara, kdy opadavé dřeviny ještě nemají vytvořenou listovou plochu. V uvedeném období se kořenový vztlak projevuje tím, že z dřevin vytéká proud asimilátů jako tzv. míza.